# 海氏鱷科
海氏鱷科（Hylaeochampsidae）是鱷形超目的一科，視群基礎真鱷類，被認為是現代鱷魚的近親。
在1913年，查尔斯·威廉·安德鲁斯建立海氏鱷科，以包含海氏鱷屬。在2007年，在匈牙利發現的鱷神鱷被發現是海氏鱷的姊妹分類單元，也被歸類於海氏鱷科。早在1887年命名的Heterosuchus，曾被歸類於海氏鱷科。Heterosuchus可能與海氏鱷是同種動物，但是化石過於破碎、不完整，目前狀態是疑名，也無法確實證明牠們屬於海氏鱷科、或屬於真鱷類。在2011年發現的Pietraroiasuchus也被歸類於海氏鱷科，根據該屬的命名研究，Pietraroiasuchus、厚唇鱷都被歸類於海氏鱷科。
海氏鱷科生存於白堊紀的歐洲。海氏鱷、Heterosuchus的化石都發現於英格蘭的威特島，屬於威克蒂斯組（Vectis Formation），地質年代是白堊紀早期的巴列姆階。鱷神鱷的化石發現於匈牙利的Csehbánya組，地質年代屬於白堊紀晚期的桑托階。海氏鱷科的頭顱骨低矮、口鼻部短，後段牙齒大，適合壓碎食物，是異型齒動物。鱷神鱷的後段牙齒具有多個齒尖，類似哺乳動物的牙齒，這在鱷形類動物非常特殊。研究人員根據牙齒型態、頜部關節特徵，推測鱷神鱷是植食性動物。

## 外部連結
- Hylaeochampsidae （页面存档备份，存于） in the Paleobiology Database